# Vasile Gheorghiu
Vasile Gheorghiu (n. 16/28 iulie 1872, Câmpulung, Austro-Ungaria – d. 29 noiembrie 1959, Cut, Neamț) a fost un profesor teolog român, membru de onoare (1938) al Academiei Române.